# 서울 안정사터 마애불 명문 약사불
안정사터 마애불 명문 약사불은 서울특별시 성동구 하왕십리동에 있다. 2010년 6월 29일 서울 성동구의 향토유적 제2호로 지정되었다.

## 개요
조선 태조 4년(1395년) 제작된 안정사터 마애불 명문 약사불은 2009년 12월 안정사 대웅전을 철거하는 과정에서 대웅전 뒤편 암벽감실에서 발견되었다. 안정사 마애불은 조선말기 불교와 민간신앙이 결합돼 나타난 전형적인 마애불 양식이며, 그 옆에 새겨진 나무산왕대신지위로 볼때 산신각을 대체한 산신 신앙의 대상으로 조성된 것으로 추측된다.